# Sorogáin
Sorogáin (en euskera y oficialmente Sorogain) es un valle situado en el municipio del Valle de Erro, donde nace el río Erro. Algunos de los montes que bordean el valle de Sorogáin son el monte Adi, el monte Tiratún, el monte Egurza y el monte Oyarzábal. Todo el valle queda incluido en el Lugar de Importancia Comunitaria Monte Alduide (ES2200019).

## Situación
Sorogáin se encuentra en el norte de Navarra, al norte de España, en la cordillera pirenaica. Hace frontera con Francia su parte alta, donde los riachuelos y ríos cambian de afluente atlántico (Francia) al mediterráneo (España). 
Para llegar a Sorogáin desde Pamplona, hay que coger la N-135 hasta Erro, donde en Viscarret hay un desvío.

## Toponimia
Significa ‘alto del campo’, del vasco soro ‘campo’ y gain ‘alto’. En la documentación antigua figura como Sorogoyen.

## Atracciones turísticas
Antes de entrar en el Valle, está la presa de Sorogáin. Más adelante la campa, donde empieza Sorogáin. En la campa se suele celebrar el día del valle. Si se sigue hacia adelante, hay un desvío hacia Espinal. Si se toma la bifurcación hacia el valle, pronto se encontrará con el Hayedo de Sorogáin y un área de descanso. A la par, aunque inaccesible, se encuentra el dolmen de Arregui, al que se accede por el albergue, que está a continuación. Justo tras dejar atrás el hayedo, aparece el poblado de Sorogáin. Son 4 edificios de estilo local ocupados por el albergue: las habitaciones, el restaurante y la recepción. De aquí sale la ruta megalítica de Sorogáin, pasando por el dolmen de Arregui, y el camino al alto. Aquí está también el dolmen de Odiego. Un poco más adelante, nos encontramos con el ascenso al hayedo de Odia y al monte Adi. A la derecha se encuentra, un poco más adelante, el dolmen Zubimearreko. Tras pasar, un poco más adelante, el cromlech de Xantoxen Harria, llegamos al alto de Sorogñain. Desde allí se accede a los dólmenes de Aztakarri y Pilotasoro por una senda. Por aquí también cruza la GR-12. Empezamos a descender por la vertiente atlántica hacia Urepel y nos encontramos con el mirador de Sorogáin. Si bajamos un poco más, veremos un espectáculo increíble: después de una cascada, el Beodegiko Erreka cruza la carretera y va a parar a otra. Lo que sigue de senda ya es Francia.